# Bardejovské Kúpele

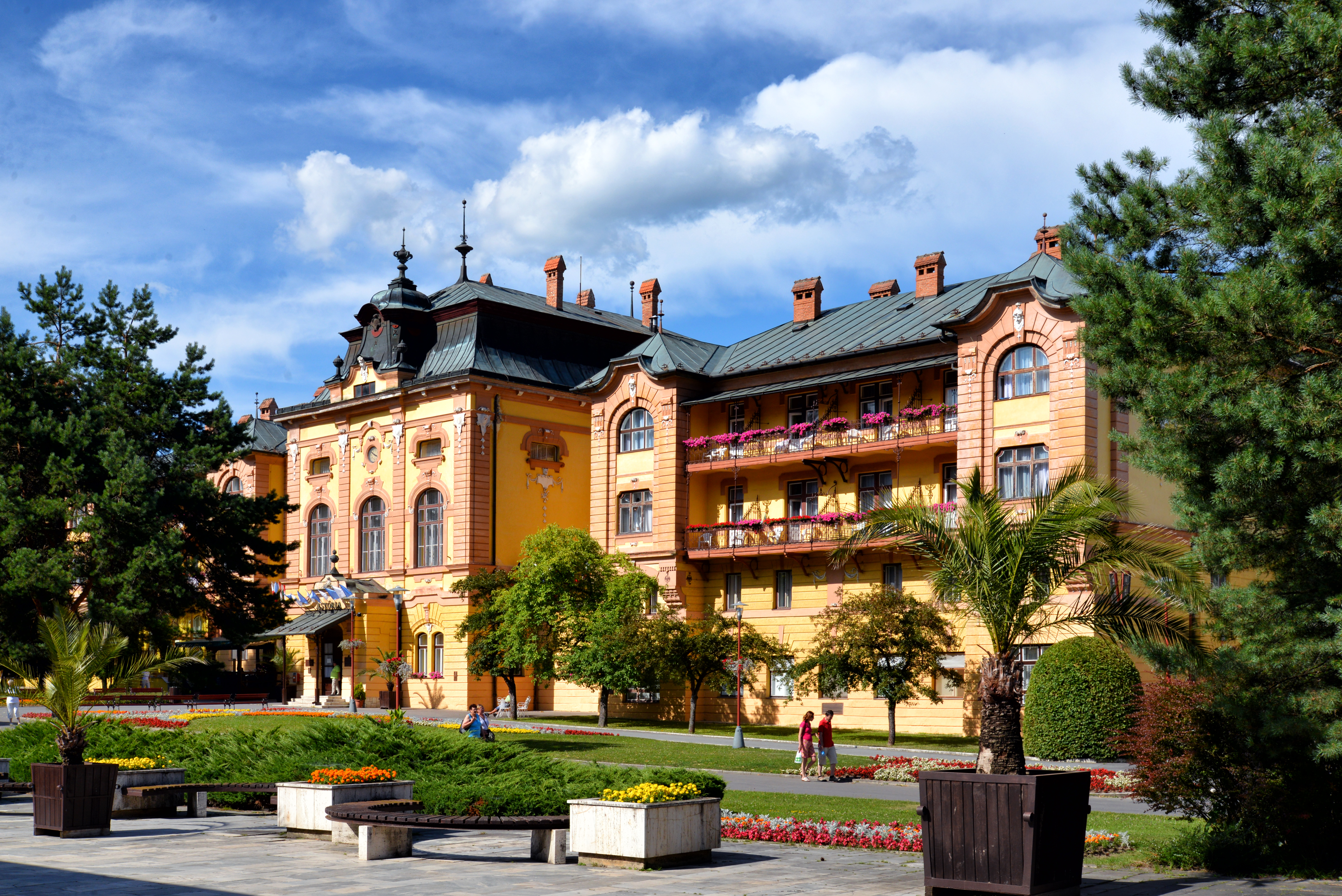
Hotel Astoria

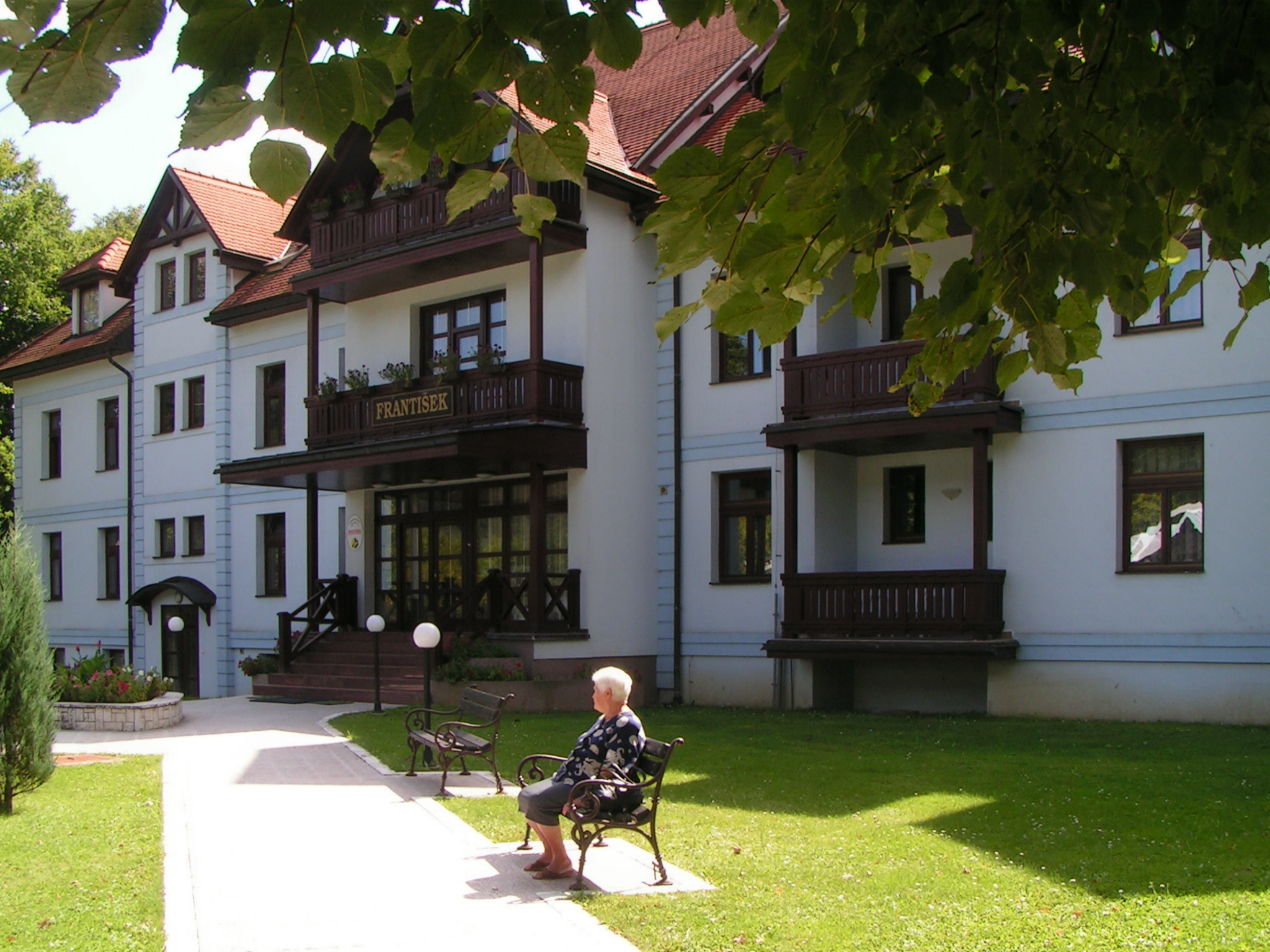
Sanatorium František

Bardejovské Kúpele jsou část města Bardejov na Slovensku. Leží asi 5 km od města Bardejov, v blízkosti je pohoří Busov, které chrání město před větry a povětrnostními změnami. S vlastním městem jsou spojeny autobusy MHD. V areálu jsou kromě lázeňských domů, hotelů i dvě koupaliště a dvě expozice Šarišského muzea v Bardejově – národopisná a skanzen – muzeum lidové architektury.
Vznik Bardejovských Kúpelí podmínily vývěry přírodních léčivých minerálních vod typu alkalicko-slaných, železnatých kyselek. Z výsledků chemických rozborů i z dlouholetých praktických zkušeností vyplývá, že bardejovská minerální voda může svou balneologickou hodnotou úspěšně soutěžit i s nejznámějšími minerálními vodami tohoto druhu.
Bardejovské Kúpele splňují předpoklady tak na balneologické, tak na klimatické lázeňské místo. V centrální parkové části lázní vyvěrá šest pramenů minerálních vod. Voda pramenů “Hlavný”, “Lekársky” a “Herkules" je hydrouhličitano-chloridová, sodná, železnatá, uhličitá, hypotonická, studená. Voda pramene "Alžbeta" je hydrouhličitanově-chloridová, sodno-vápenatá, železnatá, uhličitá, hypotonická, studená. Balneologickou hodnotou se mohou zařadit mezi nejvýznamnější minerální vody tohoto druhu. Rozdílnost v chemickém složení umožňuje jejich mnohostranné léčebné využití s různým působením. Vysokomineralizované prameny s obsahem kysličníku uhličitého se používají na pitné kúry, léčebné lázně a inhalační léčbu.

## Dějiny
Lázně v Bardejově, případně minerální prameny, se poprvé zmiňují v listině Bély IV. z roku 1247, v níž se vymezuje katastr Bardejova. O existenci pramenů existují poměrně rané informace a to díky faktu, že minerální prameny ležely v bezprostřední blízkosti významné osady, jakou Bardejov určitě byl, a nedaleko významné "velké královské cesty" spojující Středomoří s Baltem.
Také již v roce 1426 město rozšířilo své lázně a o šest let později zřídilo i druhé lázně. Zajímavostí je zpráva z roku 1505, která uvádí, že již v té době se za koupání vybíral poplatek, což potvrzuje existenci lázeňských zařízení. Díky poznání léčivé síly pramenů se lázně zachránily v období, kdy obchodní, hospodářský a politický význam města upadal.
Z konce 17. století existuje v bardejovských městských knihách záznam, že město postavilo při pramenech hostinec.
V 18. století měly lázně již své lázeňské objekty s vanami a byly vyhledávaným objektem po celý rok. Nejprve jejich navštěvovala zejména polská šlechta, později kromě domácích měšťanů i uherská šlechta. Koncem tohoto století to tedy zákonitě vyvolalo stavební ruch. Také se provedl chemický rozbor minerální vody, stanovily se léčebné indikace, navrhl se způsob využití pramenů pro koupele a distribuci minerální vody.
Začátkem 19. století se lázně zařadili mezi nejvyhledávanější v Uhersku. Kromě návštěvníků z blízkého okolí, kteří navštěvovali lázně krátkodobě, byla většina hostů na pobyt tři až šest týdnů. Mezi významné osobnosti, které v té době navštěvovali lázně patří například: císař Josef II., Marie Luisa Habsbursko-Lotrinská (pozdější manželka císaře Napoleona), ruský car Alexandr I. V letních měsících v lázních často pobýval hudební skladatel Béla Kéler, který zde od roku 1850 až do své smrti v roce 1882 vlastnil dům.
Hosté byli ubytováni v hotelu s 60 pokoji a také v soukromých domech. Mnohé šlechtické rodiny zde totiž měly své vlastní vily a letohrádky. V zmiňovaném hotelu zde byl zděný lázeňský dům s 34 kabinami, pece na ohřívání minerální vody ke koupání, vodoléčebný ústav, jídelny, herny, taneční sál, či letní divadlo. V polovině 19. století lázně dosahovaly návštěvnost téměř 1000 rodin ročně.
Rychlý vzestup lázní vystřídalo postupné chátrání objektů, k čemuž přispěl i požár v roce 1856, při kterém shořelo mnoho domů. V době kapitalistického podnikání se nakonec našly finanční prostředky na opravu objektů i zlepšení lázeňského prostředí. V tomto období byla postavena nová dvorana, honosný dřevěný pavilon nad Hlavním pramenem, byly zastřešeny i další prameny, vybudován vodovod, elektrické osvětlení, upraven park, vybudovány nové modernější hotely s kapacitou 195 pokojů.
V renomovaném lázeňském domě bylo 85 kabin s kovovými vanami. Koncem 19. století již měly lázně k dispozici 1200 pokojů a v sezóně jejich navštívilo kolem 4000 hostů.
Roku 1895 se zde léčila císařovna Alžběta Bavorská, manželka Františka Josefa I., jejíž pobyt připomíná socha před léčebným domem z roku 1903.

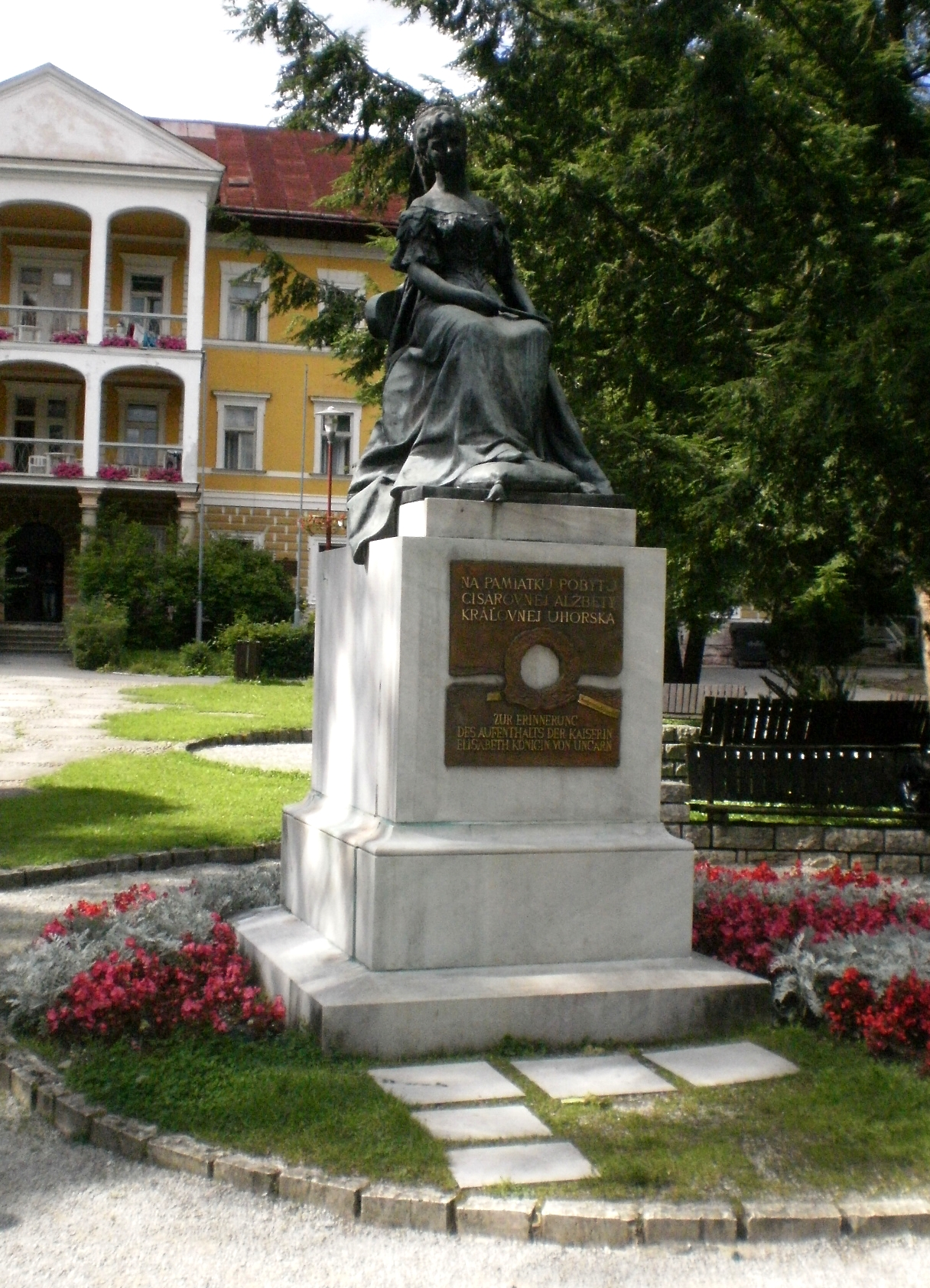
Sissi

Návštěvnost lázní vzrostla po vybudování železniční trati do Bardejova se stálým připojením kočáry do lázní. Takto byly lázně spojeny nejen s Prešovem a Košicemi, ale i s Peští a Vídní. Souběžně s rozvojem lázní se zdokonalovaly i léčebné procedury, zaváděl se lázeňský režim. Kromě pitných kúr a vanových minerálních lázní, dávaly se lázně z jedlového jehličí, slatinné koupele, masáže, elektroléčba, doporučovaly se vycházky.
Hned začátkem 20. století měli lázně kolem 1600 dobře zařízených pokojů, kompletní lázeňské léčebné a společenské vybavení, kolonádu, která spojovala Hlavní a Lékařský pramen, tenisové dvorce i vlastní informační kancelář v Budapešti. Voda z Lékařského a Alžbětina pramene se plnila do lahví, zatímco prostému lidu byl přístupný pouze Lidový pramen.
Během první světové války lázně zpustly i po jejím skončení se zařízení neobnovovala, lázně začaly upadat. Po výměně nájemních hospodářů nastalo nepatrné zlepšení stavu, oživil se zejména kulturní život.
Druhá světová válka opět nepříznivě zasáhla do rozvoje lázní. Po roce 1948 byly všechny hotely přizpůsobeny na celoroční provoz a tři největší hotely se přebudovaly na léčebné domy. Současně se uskutečnil rozsáhlý hydrogeologický výzkum, který upřesnil údaje o minerálních vodách a zpřístupnil jejich nové zdroje.